# Cican Stankovic
Cican Stankovic (ur. 4 listopada 1992 w Bijeljinie, Bośnia i Hercegowina) – austriacki piłkarz grający na pozycji bramkarza. Od 2021 roku jest zawodnikiem AEK Ateny.

## Życiorys
W czasach juniorskich trenował w SV Pressbaum, FC Tulln, SV Königstetten, SC Muckendorf i SV Horn. W latach 2009–2013 występował w seniorskim zespole tego ostatniego. W 2013 roku został piłkarzem SV Grödig. W Bundeslidze zadebiutował 19 października 2013 w wygranym 4:0 meczu z FC Admira Wacker Mödling. W 2015 roku odszedł do Red Bull Salzburg. Wraz z tym klubem zdobył dwa mistrzostwa i dwa puchary kraju.
6 września 2019 zadebiutował w reprezentacji Austrii w wygranym 6:0 meczu z Łotwą.